# Rinascimento parmense

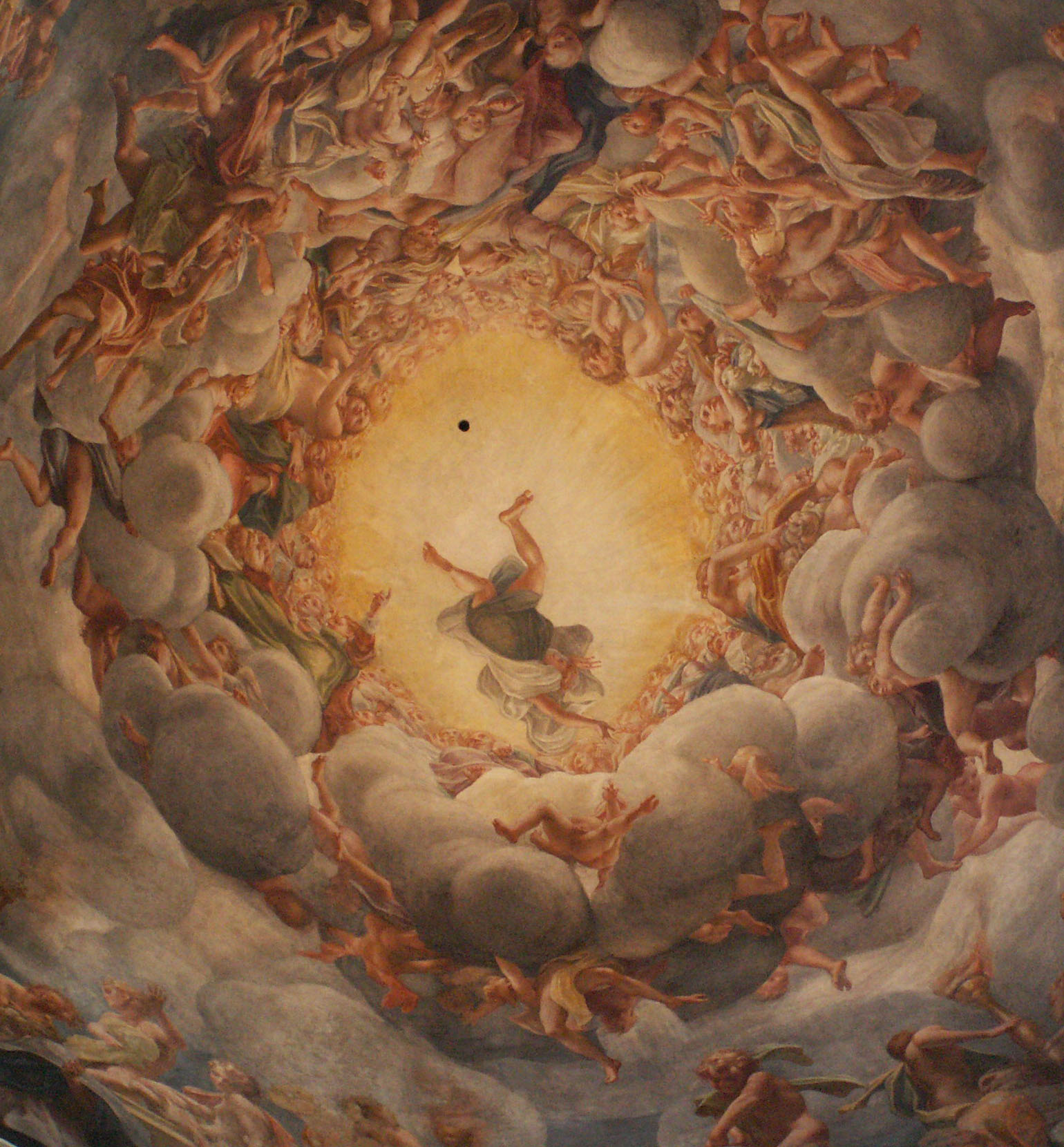
Correggio, cupola dellAssunzione (1526-1528 circa), Duomo di Parma

Il Rinascimento parmense fu una delle declinazioni principali dell'arte rinascimentale in Italia. In ritardo rispetto ad altri centri, Parma sviluppò a partire dal secondo decennio del Cinquecento una scuola di assoluto prestigio e rilevanza, tra le più interessanti del secolo, sfornando a breve distanza due maestri assoluti dell'arte quali Correggio e Parmigianino. La vera "fabbrica" di talenti fu la chiesa di San Giovanni Evangelista, ricostruita entro il 1519 e decorata da Correggio e un team di giovani promesse destinate a diventare artisti di fama. 
In generale, le opere di scuola parmense si distinguono per uno stile raffinato e accattivante, le superfici levigate, la scioltezza delle pose e delle espressioni; esse furono una delle fonti di ispirazioni fondamentali per la scuola emiliana del Seicento, quella dei Carracci e di Guido Reni.

## Origini
Parma, centro provinciale per tutto il Quattrocento, all'inizio del nuovo secolo non aveva una tradizione pittorica paragonabile a quella di altri centri emiliani come Ferrara e nemmeno come Bologna. Alcuni maestri forestieri vi avevano lavorato sporadicamente, come ad esempio il veneto Cima da Conegliano. Tra i pittori attivi spiccava Filippo Mazzola, padre del celebre Francesco, che aveva visitato Venezia ed aveva sviluppato uno stile legato ai modi di Giovanni Bellini e Vittore Carpaccio. Vi erano inoltre attivi, tra gli altri, Francesco Marmitta e Cristoforo Caselli.
All'inizio del Cinquecento Parma recuperò velocemente il distacco con gli altri centri, divenendo il centro più attivo dell'intera regione. Già nei primi anni del secolo personalità come Alessandro Araldi si dimostrarono aggiornate al repertorio centroitaliano, quello di Perugino e del giovane Raffaello, specializzandosi nella pittura di scenette tra complesse grottesche, girali e candelabre.

## Correggio

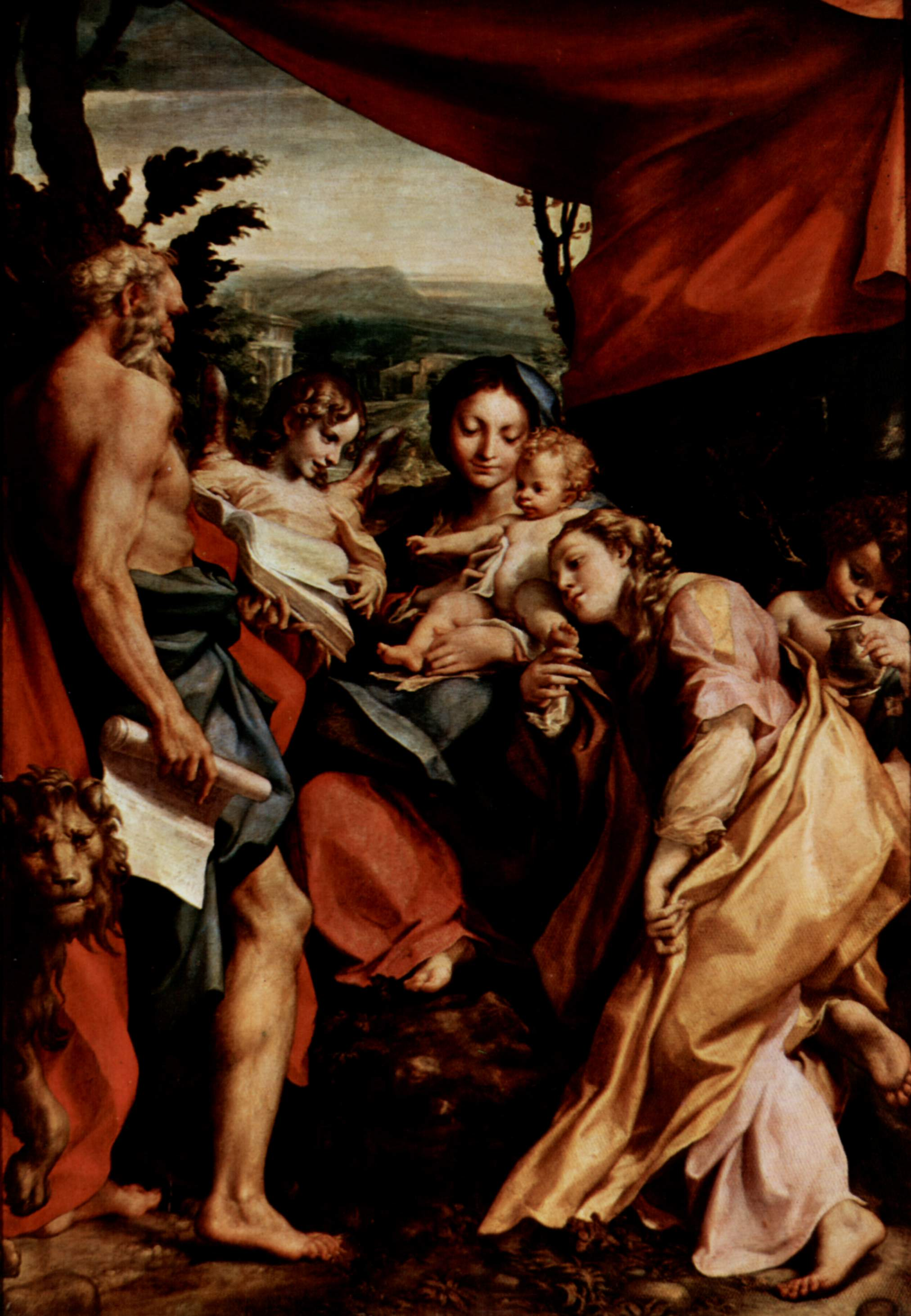
Correggio, la Madonna di San Girolamo (1528 circa)

Originario di Correggio, Antonio Allegri passò alla storia col nome della propria città. La sua formazione artistica si svolse tra l'Emilia (sotto lo scultore modenese Antonio Begarelli) e Mantova (a scuola dall'anziano Andrea Mantegna), interessandosi anche di Leonardo, di Raffaello e dei pittori umbri e fiorentini. Una tale ricchezza di spunti gli garantì un tratto autonomo, basato sulla ricerca di una fluidità narrativa, dove lo sfumato leonardesco era unito a un colore ricco, steso morbidamente, e a un perfetto dominio dell'illusionismo prospettivo, appreso da Mantegna. 
La sua carriera è scandita da tre grandi cicli di affreschi a Parma: la camera della Badessa nel convento di San Paolo (1518), la decorazione nella chiesa di San Giovanni Evangelista (1520-1523) e la cupola del Duomo di Parma con l'Assunzione (1526-1530). In queste opere, allontanandosi sempre più dalle regole spaziali quattrocentesche mise su soluzioni scenografiche di raffinata artificiosità, che ponevano già le basi, con un secolo di anticipo, per la grande decorazione barocca.
Nella camera della Badessa finse un pergolato che copre la volta (motivo già usato da Mantegna e da Leonardo), al quale aggiunse in basso una serie di lunette che, con un efficace chiaroscuro, similano nicchie con rilievi mitologici, di straordinario effetto illusionistico, soprattutto alla soffusa luce naturale che fa risplendere i bianchi dei monocromi.
A San Giovanni Evangelista spicca l'affresco dell'Ascensione di Gesù, con l'effetto "sfondato" che simula un cielo aperto in cui fluttuano i personaggi visti dal basso. Ultima preoccupazione è la misurabilità geometrica dello spazio, con il Cristo sospeso a mezz'aria sopra lo spettatore. 
Nel Duomo infine realizzò il suo capolavoro, un'Assunzione di Maria concepita come un tripudio di angeli che, in un turbine circolare di nubi, accompagnano la salita della Vergine verso la luce dorata del paradiso. Messa in secondo piano l'individualità delle singole figure, esse contribuiscono coralmente all'effetto d'insieme, grazie anche al colore leggero e fluente che non genera stacchi netti tra una figura e l'altra. 
Nelle pale d'altare Correggio costruì figure monumentali, con una particolare attenzione al modellato e alla correlazione fluida tra le figure, derivata da Leonardo. Negli ultimi anni di vita, per Federico Gonzaga, avviò la serie degli Amori di Giove, di cui fece in tempo a completare quattro tele. Si tratta di opere in equilibrio tra resa sensuale dell'episodio e trasfigurazione poetica, pietre miliari nella storia della pittura profana.

## Parmigianino

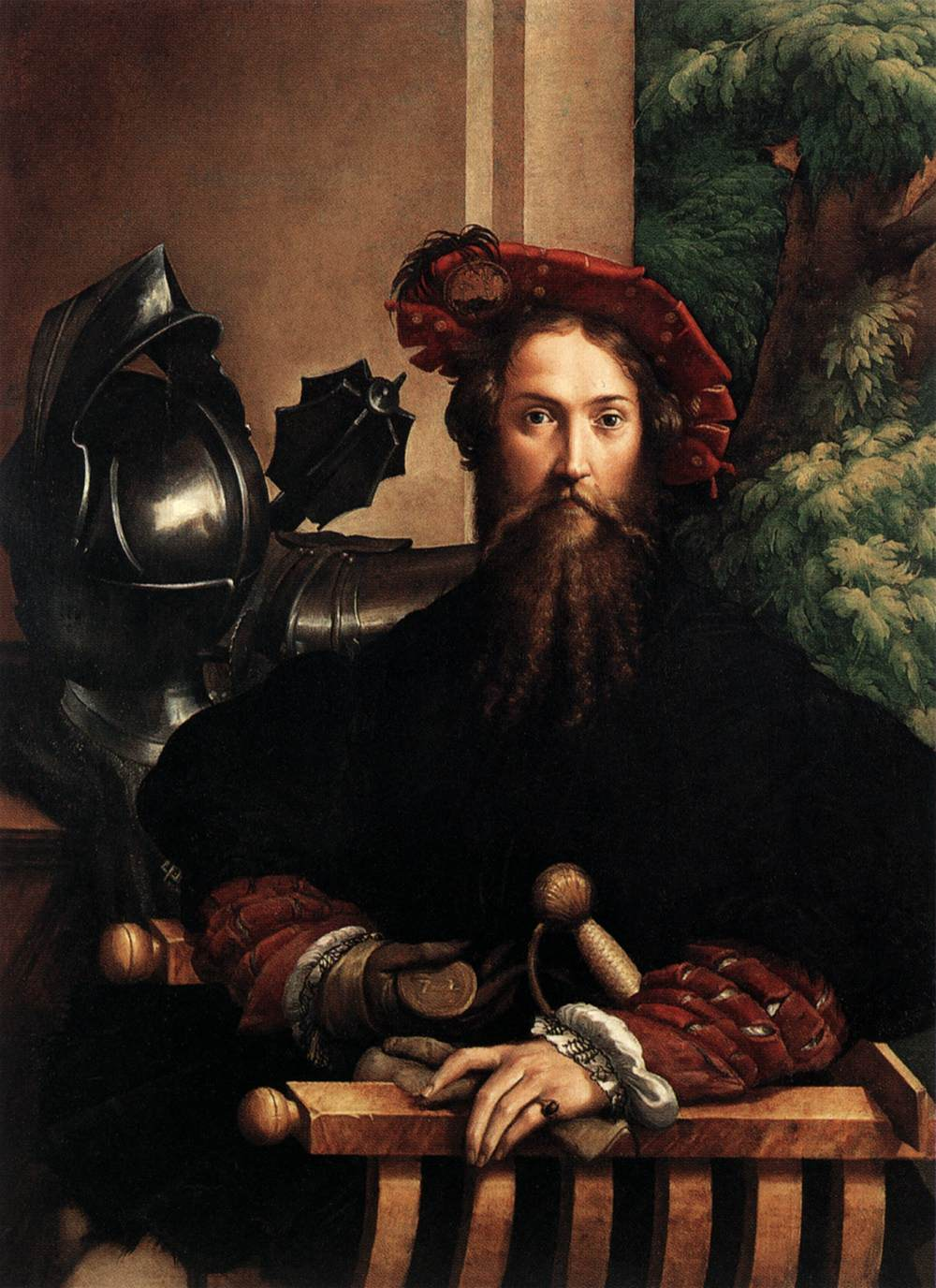
Parmigianino, Ritratto di Galeazzo Sanvitale, 1524

Allievo di Correggio, Parmigianino fu il secondo grande maestro della scuola parmense. Interessato fin dai primi anni alla grafica, all'ottica e all'alchimia, diede prova di un talento originale e per certi versi eccentrico in opere come l'Autoritratto entro uno specchio convesso (1524), dalla particolarissima resa percettiva. Dopo aver lavorato col Correggio in San Giovanni, verso il 1522, ebbe una rapida maturazione indipendente nel breve ma intenso periodo trascorso alla piccola corte di Fontanellato presso i Sanvitale. Qui ritrasse Galeazzo Sanvitale (un'opera già pienamente matura, oggi a Capodimonte) e soprattutto decorò ad affresco un piccolo ambiente della rocca, la Stufetta di Diana e Atteone, ovvero il bagno privato della moglie di Galeazzo. In questo ambiente ricreò un pergolato ispirato alla Camera di San Paolo del Correggio, arricchendo il modello di tematiche morali e con una tagliente definizione delle forme, opposta alla morbida intonazione luminosa correggesca. 
A differenza del maestro infatti Parmigianino predilesse le forme affusolate, i campi levigati e compatti, il colore quasi smaltato.

## Altri
Tra gli altri maestri del Rinascimento maturo attivi a Parma ci fu il toscano Michelangelo Anselmi, dal 1515 circa. Portatore della cromia pastello cangiante alla Beccafumi, lavorò nei grandi cantieri dell'epoca, dalla chiesa di San Giovanni Evangelista, dove affrescò le absidi del transetto e due cappelle, e alla Madonna della Steccata, dove decorò l'abside e il coro.
Girolamo Bedoli, cugino a cognato del Parmigianino, fu pure allievo di Correggio e alla partenza di quest'ultimo eseguì gli affreschi restanti nel Duomo di Parma.
Un altro artista che conquistò meritato prestigio fu Giorgio Gandini del Grano.

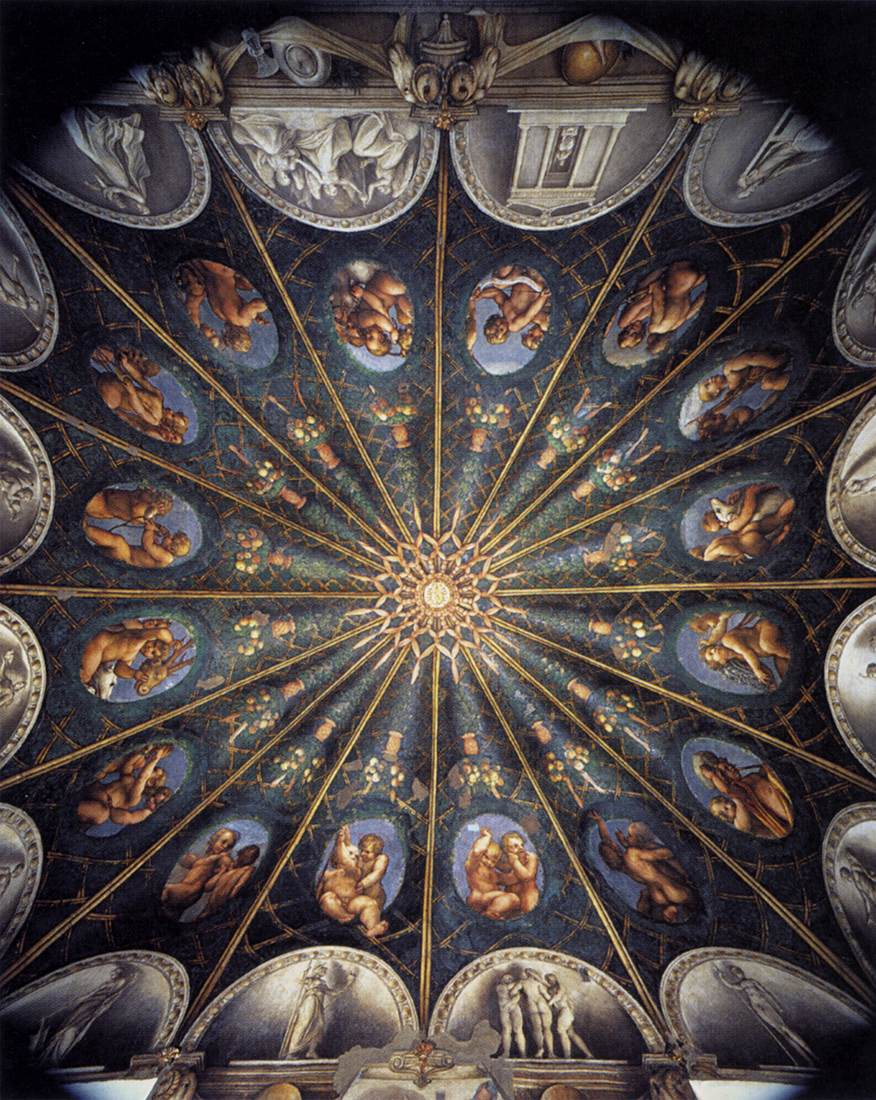
Correggio, Camera di San Paolo, Parma 1519